# Ziggy Modeliste
Ziggy Modeliste (New Orleans, geboren 28 december 1948), ook wel bekend als Zigaboo, is een Amerikaanse drummer die vooral bekend staat als een van de oprichters van de funkband The Meters. Hij wordt algemeen beschouwd als een vernieuwer met een speelstijl, die bekend werd als second line-funk.
Als songwriter en sessiemuzikant is het werk van Modeliste te horen op talloze albums van verschillende artiesten. Zijn drumgrooves verschijnen in honderden hiphopsamples, televisie en film. Hij heeft vier soloalbums uitgebracht.

## Jeugd
Modeliste werd geboren als Joseph "Zigaboo" Modeliste in New Orleans. Hij was de oudste van zes broers en zussen en werd gedeeltelijk opgevoed door zijn grootmoeder Lula Blouin. Zijn eerste drumstel was een door haar betaalde driedelig drumstel. Op tienjarige leeftijd kreeg hij van een jongen uit de buurt de bijnaam Zigaboo. Zijn drumstijl werd beïnvloed door o.a. Smokey Johnson en Bob French.

## Carrière
Modelist begon op jonge leeftijd met optredens, waaronder bij Art Neville en the Hawketts, later Art Neville and the Neville Sound geheten, met Aaron en Cyril Neville, Leo Nocentelli en George Porter Jr. Nadat twee Neville broers de band verlaten hadden werd eind jaren 1960 verdergegaan onder de naam The Meters.

## Latere carrière
Na een tour met The Rolling Stones vielen in 1978 de Meters uit elkaar en verdween Modeliste uit de muziekscene. Hij stopte grotendeels met spelen gedurende meer dan een decennium, waarin hij een schoenenwinkel in Los Angeles leidde en vervolgens werkte als jobcoach voor verstandelijk gehandicapte volwassenen in Berkeley.
Modeliste heeft onder zijn eigen naam drie studioalbums en een livealbum uitgebracht. Zijn eerste album getiteld Zigaboo.com werd uitgebracht in 2000. Zijn tweede album I'm on the Right Track werd uitgebracht in 2004 en bevat bijdragen van Dr. John en Bernie Worrell. In 2007 droeg hij bij aan een tribute-album ter ere van Fats Domino met het nummer "I'm Gonna Be a Wheel Someday" met medewerkering van Herbie Hancock en Renard Poche. Zijn live-album getiteld Funk Me Hard Live werd uitgebracht in 2009. Het drum-heavy optreden werd opgenomen in 1980, waarbij Modeliste optrad met zijn eerste post-Meters-band, de Gaboon's Gang. Zijn derde studioalbum New Life werd uitgebracht in 2011. Het album bevat werken van verschillende artiesten, waaronder Wardell Quezergue en George Porter.
Bekende nummers waarop Modeliste als drummer te horen is zijn "Right Place Wrong Time" van Dr. John,  "Lady Marmalade" van Labelle. In 2005 nam hij met Young Gunz het met BMI bekroonde nummer "Can't Stop Won't Stop" op, en zijn drumpatronen werden gesampled op het percussie-zware Grammy-genomineerde nummer "1 Thing". In 2011 werkte producer-muzikant Mark Ronson samen met Modeliste, Erykah Badu, Mos Def en Trombone Shorty voor het nummer "A La Modeliste", genoemd naar Modeliste's invloed op funkdrummen en het geluid van New Orleans.
In de jaren 1980 verhuisde Modeliste naar Los Angeles en later naar Oakland in Californië. Nadat hij betrokken was geweest bij geschillen over de publicatierechten van de Meters-opnames, raakte hij betrokken bij de zakelijke kant van de muziekindustrie. Hij startte een platenlabel, JZM Records, en een muziekuitgeverij, Jomod Music. Hij treedt regelmatig op in de San Francisco Bay Area, Los Angeles en New Orleans.

## Discografie

### Solo
- Zigaboo.com (JZM, 2000)
- I'm On the Right Track (JZM, 2004)
- Funk Me Hard Live (JZM, 2009)
- New Life (JZM, 2011)

### Met de Meters
- The Meters (Josie, 1969)
- Look-Ka Py Py (Josie, 1970)
- Struttin' (Josie, 1970)
- Cabbage Alley (Reprise, 1972)
- Rejuvenation (Reprise, 1974)
- Cissy Strut (Island, 1974)
- Fire on the Bayou (Reprise, 1975)
- The Best of The Meters (Mardi Gras, Virgo, 1975)
- Trick Bag (Reprise, 1976)
- New Directions (Warner Bros., 1977)
- Good Old Funky Music (Rounder, 1990)[28]
- Funky Miracle (Charly, 1991)
- Uptown Rulers: The Meters live on the Queen Mary (Rhino, 1992)
- Live at the Moonwalker (Lakeside, 1993)
- Fundamentally Funky (Charly, 1994)
- Funkify Your Life: The Meters Anthology (Rhino, 1995)

### In de begeleiding
Credits partly adapted from AllMusic.[26]
- Troublemaker (Mercury, 1979) met Ian McLagan
- Kristen Vigard (Private Music, 1988) met Kristen Vigard
- Storyville (Geffen, 1991) met Robbie Robertson
- She (Sony music entertainment, 1994) met Harry Connick Jr.
- Ekstasis (Axiom, 1993) met Nicky Skopelitis en Bill Laswell
- South Delta Space Age (Antilles, 1995) met Third Rail (James Blood Ulmer en Bill Laswell)
- (It Must've Been Ol') Santa Claus (Columbia, 1993) met Harry Connick, Jr.
- Buried Alive: Live in Maryland (2006) The New Barbarians (Ron Wood's band)
- Sneakin' Sally Through the Alley/Pressure Drop (2013) met Robert Palmer
- Toussaint: The Real Thing 1970-1975 (2015) met Allen Toussaint
- Another Side (2021) met Leo Nocentelli
- The Island Records Years (2023) met Robert Palmer

### Instructie videos
- Zigaboo Modeliste: The Originator of New Orleans Funky Drumming (2012) DVD